# Timbres de Monaco émis en 2008
Les timbres-poste de Monaco de 2008 sont émis par l'Office des émissions de timbres-poste (OETP).

## Généralités
Les émissions portent la mention « Monaco - La Poste - Phil@poste 2008 » (pays ; opérateur postal ; imprimeur et année) et une valeur faciale libellée en euro (€). Ils sont en usage sur les plis en provenance de ce pays indépendant, même si le service postal est assuré par La Poste française.
Le programme philatélique est décidé par une commission au sein de l'Office des émissions de timbres-poste (OETP) et accepté par le prince Albert II. L'impression est réalisée en France par Phil@poste Boulazac. La vente des timbres aux collectionneurs est faite par l'OETP, ainsi que par Phil@poste en France.
Deux timbres inscrits au programme 2008, comme le signale le millésime imprimé, sont émis en novembre (« 32e Festival international du Cirque de Monte-Carlo ») et décembre 2007 (« Giacomo Puccini »).

### Tarifs

#### Avant le1ermars 2008
Jusqu'au 1er mars 2008, les tarifs sont ceux appliqués par La Poste au départ de la France métropolitaine, en vigueur depuis le 1er octobre 2006. Voici les tarifs réalisables avec les timbres émis en 2008.
Tarifs intérieurs et vers la France métropolitaine, son outre-mer (jusqu'à 20 grammes), et Andorre :
- 0,49 € : lettre non prioritaire de moins de 20 grammes.
- 0,54 € : lettre prioritaire de moins de 20 grammes.
- 0,70 € : lettre non prioritaire de 20 à 50 grammes.
- 0,86 € : lettre prioritaire de 20 à 50 grammes.
- 1,57 € : lettre non prioritaire de 100 à 250 grammes.
- 2,11 € : lettre prioritaire de 100 à 250 grammes.
- 2,90 € : lettre prioritaire de 250 à 500 grammes.

Tarifs pour l'étranger :
- 0,60 € : lettre prioritaire de moins de 20 grammes vers la zone 1 (Union européenne, Liechtenstein, Saint-Marin, Suisse et Vatican).
- 0,85 € : lettre prioritaire de moins de 20 grammes vers la zone 2 (reste du monde).
- 1,15 € : lettre prioritaire de 20 à 50 grammes vers la zone 1.

### Après le1ermars 2008
Voici les tarifs du 1er mars 2008 réalisables avec les timbres émis en 2008.
Tarifs intérieurs et vers la France métropolitaine, son outre-mer (jusqu'à 20 grammes), et Andorre :
- 0,50 € : lettre non prioritaire de moins de 20 grammes.
- 0,55 € : lettre prioritaire de moins de 20 grammes.
- 0,72 € : lettre non prioritaire de 20 à 50 grammes.
- 0,87 € : lettre non prioritaire de 50 à 100 grammes.
- 0,88 € : lettre prioritaire de 20 à 50 grammes.
- 1,33 € : lettre prioritaire de 50 à 100 grammes.
- 1,64 € : lettre non prioritaire de 10 à 250 grammes.
- 2,18 € : lettre prioritaire de 100 à 250 grammes.

Tarifs pour l'étranger :
- 0,65 € : lettre prioritaire de moins de 20 grammes vers la zone 1 (Union européenne, Liechtenstein, Saint-Marin, Suisse et Vatican).
- 0,85 € : lettre prioritaire de moins de 20 grammes vers la zone 2 (reste du monde).
- 1,25 € : lettre prioritaire de 20 à 50 grammes vers la zone 1.
- 1,50 € : lettre prioritaire de 50 à 100 grammes vers la zone 1.
- 1,70 € : lettre prioritaire de 20 à 50 grammes vers la zone 2.
- 1,70 € : lettre non prioritaire de moins de 100 grammes vers la zone 2.
- 2,30 € : lettre prioritaire de 50 à 100 grammes vers la zone 2.
- 2,80 € : lettre non prioritaire de 100 à 250 grammes vers la zone 1.
- 4 € : lettre prioritaire de 100 à 250 grammes vers la zone 1.

## Légende
Pour chaque timbre, le texte rapporte les informations suivantes :
- date d'émission, valeur faciale et description (dont les dimensions horizontales puis verticales),
- formes de vente,
- artistes concepteurs et genèse du projet,
- manifestation premier jour,
- date de retrait, tirage et chiffres de vente,

ainsi que les informations utiles pour une émission donnée.
Les titres de chaque sous-partie sont déterminés par la légende imprimée sur le timbre.

## Janvier

### Arboretum Marcel Kroenlein à Roure (Alpes-Maritimes) 1988-2008
Le 3 janvier, est émis un timbre de 2,11 euros pour les vingt ans de l'Arboretum Marcel Kroenlein (écrit « Kroënlein » sur le timbre), créé à Roure, dans les Alpes-Maritimes, avec notamment le soutien du défunt prince Rainier III. L'illustration en rouge et vert (teinté de bleu au croisement des deux pentes) présente un paysage montagneux et méditerranéen.
Le timbre de 3 × 4 cm est dessiné par Gérard Haton Gauthier et gravé par Elsa Catelin. Il est imprimé en taille-douce en feuille de dix exemplaires.

### Johannes Brahms (1833-1897)
Le 3 janvier, est émis un timbre de 1,15 euro pour les 175 ans de la naissance du compositeur allemand Johannes Brahms, dont le portrait et une partition se distinguent dans un foisonnement de traits verts.
Le dessin de Guéorgui Chichkine est gravé par Pierre Albuisson pour une impression en taille-douce d'un timbre de 4 × 3 cm en feuille de dix.

### Cinquantenaire de l'Église réformée de Monaco 1958-2008
Le 3 janvier, est émis un timbre de 0,49 euro pour les cinquante ans de l'ouverture à Monaco d'un temple protestant. Le monument est imprimé en brun sur fond blanc, avec en haut à droite le logotype blanc et bleu de l'Église réformée de France.
Dessiné par Alain Giampaoli, le timbre de 3 × 4 cm est gravé par Yves Beaujard et imprimé en taille-douce en feuille de dix exemplaires.

### Inauguration en 1883 de l'église Saint-Charles à Monte-Carlo
Le 3 janvier, est émis un timbre de 0,54 euro pour les 125 ans de la fin de la construction de l'église Saint-Charles de Monte-Carlo. Voulue par le prince Charles III et dédiée à saint Charles Borromée, elle est consacrée en 1912. L'édifice est imprimé en gris sur fond blanc, avec mentions rouges.
L'église dessinée par Charles Lenormand est dessinée par Sylvia Cornet et gravée par André Lavergne. Le timbre de 3 × 4 cm est imprimé en taille-douce en feuille de dix unités.

### 1758: retour de la comète annoncée en 1705 par Edmond Halley
Le 3 janvier, est émis un timbre de 1,57 euro pour le 250e anniversaire de la confirmation de l'annonce par l'astronome britannique Edmond Halley du retour d'une comète et de sa périodicité d'environ 76 ans. Autour d'un cercle représentant le paysage maritime du palais princier de Monaco, passe dans un ciel nocturne une comète.
Le timbre de 4 × 3 cm est signé par le dessinateur belge de bande dessinée Christian Vanderhaeghe. Il est imprimé en héliogravure en feuille de dix.

### Monte-Carlo
Le 3 janvier, sont émis quatre timbres reproduisant des affiches anciennes assurant la promotion de Monte-Carlo et de ses activités. Sont ainsi évoqués le country club (et ses courts de tennis) sur le 0,70 euro, le palace Beach Hotel sur le 0,85 euro, le Golf Club du Mont Agel sur le 1,15 euro. Le 2,90 euros présente le slogan « Monte-Carlo, pôle d'attraction » et le code postal (« MC 98000 »). L'affiche accumule la situation géographique de la principauté en Méditerranée occidentale, le volume de quelques monuments, et plusieurs activités  sportives pratiquées là : aviron, golf, plaisance, ski nautique, et tennis.
Les affiches sont de Raymond Gid en 1932 (0,70 euro, 0,85 euro et 1,15 euro) et de Louis Rué en 1948 (2,90 euros). Elles sont mises en page sur des timbres de 4 × 5,2 cm imprimés en héliogravure en feuille de six.

### Andrea Palladio 1508-1580
Le 3 janvier, est émis un timbre de 0,60 euro pour les cinq cents ans de la naissance de l'architecte padouan du XVIe siècle, Andrea Palladio. Son portrait, tenant un compas dans sa main droite, voisine avec une esquisse en couleurs de la Villa Rotonda, dont une partie du plan est dû à Palladio.
Le timbre de 4 × 3 cm est dessiné par Irio Ottavio Fantini et imprimé en héliogravure en feuille de dix.

### PNUE / UNEP Monaco 2008
Le 3 janvier, est émis un timbre de 0,85 euro pour annoncer l'organisation du 20 au 22 février 2008, à Monaco de la dixième session extraordinaire du Conseil et Forum du Programme des Nations unies pour l'environnement (PNUE, avec légende bilingue anglais-français sur le timbre). Le logotype de Monaco 2008 (un globe vert marqué d'un losange monégasque de couleur blanche, couronné de deux branches de laurier) est entouré de trois mains.
L'illustration créée par l'agence Com+ est mis en page sur un timbre de 3 × 4 cm imprimé en héliogravure en feuille de dix.

### Quadrige de Bosio sur l'Arc du Carrousel à Paris

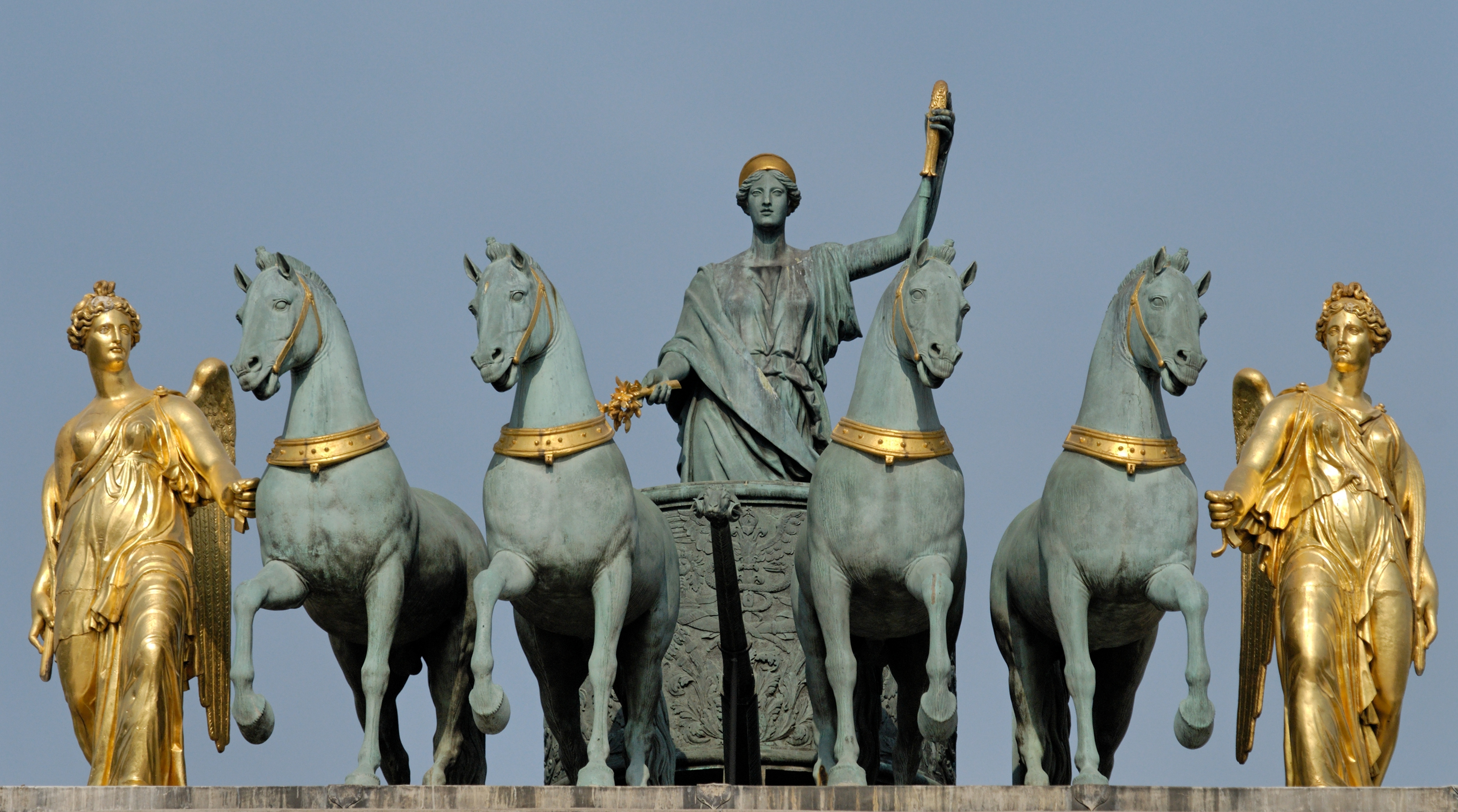
Le Quadrige vu de face. Le timbre le présente vue d'en dessous, le spectateur décalé vers la gauche.

Le 3 janvier, est émis un timbre de 0,54 euro sur une sculpture de l'artiste monégasque François Joseph Bosio : le quadrige de La Paix conduite sur un char de triomphe. Il est posé en 1828 sur l'arc de triomphe du Carrousel, à Paris, qui célèbre la victoire française à Austerlitz. Au premier plan, le quadrige est dessiné, avec au-dessous la légende du timbre et une vue de l'arc dans le contexte du Louvre (le pyramide de Ieoh Ming Pei est visible à l'arrière-plan).
Le dessin signé Patrice Mérot est gravé par Yves Beaujard sur un timbre de 4 × 3 cm imprimé en taille-douce en feuille de dix exemplaires.

### 41eConcours international de bouquets
Le 3 janvier, comme chaque année, est émis un timbre de 0,49 euro pour annoncer le Concours international de bouquets en mai 2008. L'illustration présente une des créations primées lors du concours de 2007 : la composition comprend deux bouquets, rouge en haut, vert en bas, reliés par une structure en « S ».
Le timbre de 3 × 4 cm est mis en page par Giuseppe Mazza et est imprimé en héliogravure en feuille de dix unités.

### André Masséna (1758-1817) Maréchal d'Empire
Le 21 janvier, est émis un timbre de 0,86 euro pour le 250e anniversaire de la naissance d'André Masséna, maréchal d'Empire, qui s'illustra notamment au sein, puis à la tête de l'armée d'Italie.
Son portrait en vert est dessiné par Cyril de La Patellière et gravé par André Lavergne pour être imprimé en taille-douce en feuille de dix exemplaires de 3 × 4 cm.

## Février

### Apparitions de la sainte Vierge à Bernadette Soubirous
Le 11 février, est émis un timbre de 1,30 euro pour le 150e anniversaire des apparitions de la Vierge Marie à Bernadette Soubirous, dans la grotte de Massabielle, près de Lourdes, dans le sud-ouest de la France. Le 11 février 1858 étant la date de la première. Sur le timbre, imprimé en nuances de bleu, sont mis côte à côte un portrait de Bernadette Soubirous, mains jointes en prière, et le logotype du jubilé : la Vierge et Bernadette face à face dans un dessin simplifié et l'exclamation latine « Jubilate ! » (réjouissez-vous !).
Le timbre de 4 × 3 cm est dessiné par Teamoté et gravé par Claude Andréotto pour une impression en taille-douce en feuille de dix exemplaires.

## Mars

### 50eanniversairede la NASA 1958
Le 10 mars, est émis un timbre de 2,30 euros pour les cinquante ans de l'agence spatiale des États-Unis, la National Aeronautics and Space Administration (NASA). Trois de ses vaisseaux sont représentés sur le timbre : Mercury, le premier inventé sur la gauche de l'illustration, Apollo qui permit le voyage sur la Lune (dans le coin supérieur gauche), et la navette spatiale Atlantis au centre.
Le timbre de 3 × 4 cm est dessiné et gravé par Claude Andréotto. Imprimé en taille-douce, le timbre est conditionné en feuille de dix.

### Ford "T" - 1908
Le 10 mars, est émis un timbre de 1,70 euro pour le centenaire de la Ford T, un des modèles automobiles de la Ford Motor Company. Le portrait d'Henry Ford voisine avec une scène de montage à l'usine et celle d'une de ces voitures, capote baissée.
Le timbre de 3 × 4 cm est dessiné par Alain Giampaoli et gravé par Yves Beaujard en taille-douce, imprimé en feuille de dix unités.

### Alfred Nobel 1833-1896
Le 10 mars, est émis un timbre de 4 euros pour le 175e anniversaire de la naissance d'Alfred Nobel, inventeur de la dynamite dont neuf bâtons sont dessinés dans le coin inférieur droit du portrait du personnage.
Le timbre de 3 × 4 cm est dessiné et gravé par Pierre Albuisson pour une impression en taille-douce en feuille de dix.

### Exposition canine internationale,le Greyhound
Le 17 mars, est émis un timbre de 0,88 euro annonçant l'exposition canine internationale, organisée à Fontvieille les 6 et 7 avril 2008. L'illustration du timbre reproduit la photographie d'un lévrier greyhound.
La photographie est mise en page sur un timbre de 3 × 4 cm par Giuseppe Mazza. Il est imprimé en héliogravure en feuille de dix.

### Expo Zaragoza 2008
Le 18 mars, est émis un timbre de 0,65 euro pour annoncer l'Exposition internationale de Zaragoza sur le thème de l'eau, illustré sur le timbre par une goutte tombant sur une surface d'eau. La légende du timbre précise les dates : « du 14 juin au 14 septembre ».
Le timbre de 4 × 3 cm est mis en page par Teamoté pour une impression en offset en feuille de dix.

## Avril

### Beijing 2008
Le 8 avril, est émis un diptyque pour annoncer les Jeux olympiques d'été de 2008, organisés du 8 au 24 août 2008, à Pékin. Sur le timbre de gauche, d'une valeur de 0,55 euro, sont représentés une pagode, les anneaux olympiques et trois silhouettes de sportifs pratiquant le basket-ball, le tennis et le lancer du javelot. Sur celui de 0,85 euro, les trois sports sont le baseball, l'escrime et le tir, avec le logotype de la manifestation.
Les dessins de Robert Prat et le logotype sont gravés par Claude Andréotto pour une impression en taille-douce en rouge et noir et en feuille de cinq diptyques.

### Boris Pasternak (1890-1960), Nobel de littérature 1958
Le 8 avril, est émis un timbre de 2,18 euro pour le cinquantenaire du prix Nobel de littérature reçu par l'écrivain russe Boris Pasternak. Il est l'auteur du roman Le Docteur Jivago dont l'illustration du timbre représente les personnages, en arrière-plan du portrait de Pasternak.
Le timbre de 3 × 4 cm est dessiné par Guéorgui Chichkine et gravé par Pierre Albuisson pour une impression en taille-douce en feuille de dix exemplaires.

### Stendhal 1783-1842
Le 8 avril, est émis un timbre de 1,33 euro pour les 225 ans de la naissance de l'écrivain Stendhal, dont le portrait côtoie deux scènes de ses romans.
Le timbre de 4 × 3 cm est dessiné et gravé par Yves Beaujard, et imprimé en taille-douce en feuille de dix.

### Centenaire de la ville de Cap-d'Ail
Le 21 avril, est émis un timbre de 0,55 euro pour le centenaire de la création de la commune française du Cap-d'Ail, frontalière de la principauté de Monaco, comme le rappelle la carte qui illustre la partie droite du timbre. Sur la partie gauche, sont reproduites les armes de la ville, dans une version monocolore.
Le timbre de 4 × 3 cm est dessiné par Jeanine Ricketts et est imprimé en offset en feuille de dix unités.

## Mai

### Jardin exotique ouvert en 1933
Le 2 mai, est émis un timbre de 0,50 euro pour le 75e anniversaire de l'ouverture du Jardin exotique, voulu par Albert Ier et inauguré le 13 février 1933 par le prince Louis II. L'illustration est une vue de Monaco (en violet) vue depuis le jardin (en vert), avec nom du pays et valeur en rouge.
Le timbre de 4 × 3 cm est dessiné par Fabrice Monaci et gravé par André Lavergne pour une impression en taille-douce en feuille de dix.

### Europa: la lettre
Le 5 mai, dans le cadre de l'émission Europa, sont émis deux timbres sur le thème commun de la lettre. Le timbre de 0,55 euro représente un globe terrestre entouré d'un anneau de lettres. Celui de 0,65 euro est illustré en son centre d'une lettre adressée à l'Office des émissions de timbres-poste de Monaco, entourée de moyens de transport du courrier : voiture à cheval, bicyclette, automobile, cyclomoteur, train, avion et internet.
Les dessins d'Elena Ribeiro sont gravés par Pierre Albuisson pour une impression en taille-douce en feuille de dix timbres de 4 × 3 cm.

### Monte Carlo Magic Stars
Le 5 mai, est émis un timbre de 0,72 euro annonçant le concours de prestidigitation Monte-Carlo Magic Stars, organisé du 1er au 5 octobre 2008. L'illustration est la reproduction de l'affiche du spectacle.
L'affiche de M. Petrini est imprimée en héliogravure en feuille de dix timbres de 3 × 4 cm.

### 52econgrèsde l'International Skating Union (ISU)
Le 16 mai, est émis un timbre de 0,50 euro pour annoncer le 52e congrès bisannuel de l'Union internationale de patinage (International Skating Union, nom officiel en anglais sur le timbre), organisé du 16 au 29 juin 2008 à Monaco.
L'illustration aux deux patineurs est signée par Luigi Castiglioni et est imprimée en offset en feuille de dix timbres de 3 × 4 cm.

### Fondation Prince-Albert-II-de-Monaco
Le 16 mai, est émis un timbre de 0,88 euro sur la Fondation Prince-Albert-II-de-Monaco dont la mission est la protection de l'environnement et le développement durable. Deux rapaces, dont les espèces sont menacés, entourent le logotype de la fondation : à gauche, un Gypaetus barbatus et à droite, un Hieraaetus fasciatus.
Le logotype créé par ÉPI communications et les deux dessins d'oiseaux par Colette Thurillet, avec une gravure d'Elsa Catelin sont mis en page sur un timbre de 4 × 3 cm imprimé en offset et taille-douce en feuille de dix.

## Juin

### 48eFestival de télévision de Monte-Carlo
Le 2 juin, est émis un timbre de 2,80 euros pour annoncer le 48e Festival de télévision de Monte-Carlo, du 8 au 12 juin 2008. Le timbre reproduit l'affiche de la manifestation.
L'œuvre de Guéorgui Chichkine est imprimée en héliogravure en feuille de dix timbres de 3 × 4 cm.

### Coopération internationale
Le 5 juin, sont émis quatre timbres pour illustrer des actions de coopération internationale, avec des scènes sur fond blanc situées dans des paysages villageois proche d'un désert : l'accès à l'éducation sur le 0,65 euro (une école, une mère et trois enfants dans un village proche d'un désert), à la santé sur le 1 euro consacré à la Croix-Rouge monégasque, la lutte contre la pauvreté sur le 1,25 euro (vente artisanale), et la lutte contre la désertification sur le 1,70 euro (protection des arbres et des végétaux en zone aride).
Les quatre timbres de 4 × 3 cm sont dessinés par Richard Seren et gravés par Martin Mörck. Imprimés en taille-douce, ils sont conditionnés en feuille de dix exemplaires.

### Monaco Numismatique, première émission
Le 16 juin, est émis un timbre de 0,65 euro annonçant l'exposition internationale de numismatique de Monaco, les 6 et 7 décembre 2008. Sous un losange rouge, sont reproduits l'avers de deux pièces de monnaie de la principauté : celui d'une pistole à l'effigie d'Honoré II datant de 1648 et celui d'une pièce d'un euro à l'effigie d'Albert II.
Préparé par Teamoté, le timbre de 3 × 4 cm est imprimé en feuille de dix en offset et les couleurs or et argent des pièces sont posées à chaud.
Une deuxième émission de six timbres sur le même thème est émis le 18 septembre 2008.

## Septembre

### Création de l'ordre de Saint-Charles - 1858
Le 18 septembre, est émis un timbre de 1,50 euro pour le cent cinquantième anniversaire de l'ordre de Saint-Charles, instauré par Charles III. La photographie de la médaille est l'illustration du timbre.
Le timbre de 4 × 3 cm est mis en page par Anne-Scarlet Bisset est imprimé en feuille de dix exemplaires en offset, avec impression à chaud des couleurs métalliques, pose d'un vernis et gaufrage du papier.

### Monaco Numismatique, deuxième émission
Le 18 septembre, à la suite de l'émission du 16 juin précédent, sont émis six timbres reproduisant des pièces de monnaie de Monaco, dans le cadre de l'exposition internationale Monaco Numismatique, organisée les 6 et 7 décembre 2008. Dans l'ordre chronologique des pièces et des valeurs faciales des timbres : le franc germinal de 1837 à l'effigie d'Honoré V (timbre de 0,50 euro), un ancien franc de 1943 à l'effigie de Louis II (0,55 euro), une pièce de cent anciens francs de 1950 à l'effigie de Rainier III (0,72 euro), un nouveau franc de 1960 à l'effigie de Rainier III (1,25 euro), cinq pièces en euro de 1999 du règne de Rainier III (1,64 euro) et quatre de 2006 du règne d'Albert II (1,70 euro).
Les timbres de 4 × 3 cm sont mis en page par Teamoté et réalisés en feuille de dix exemplaires, en offset avec impression à chaud des couleurs des pièces.

### WIPA08 Schönbrunn
Le 18 septembre, est émis un timbre de 0,65 euro pour marquer l'exposition philatélique internationale de Vienne (WIPA pour Wiener Internationale Postwert Ausstellung), en Autriche, du 18 au 21 septembre 2008. L'illustration du timbre est une vue du château de Schönbrunn.
Le timbre de 4 × 3 cm est dessiné et gravé par Martin Mörck pour une impression en taille-douce en feuille de dix unités.

### Joyeux Noël. Bonne année
Le 19 septembre, est émis un timbre de vœu de 0,55 € souhaitant un « joyeux Noël » et une bonne année. Sur un globe terrestre sur lequel brille l'emplacement de Monaco, est posé un traîneau rempli de cadeaux. Dans le ciel, trois losanges blancs, évoquant les armoiries de Monaco, s'étendent dans un ciel rouge et sous la banderole portant les vœux.
L'illustration de Thierry Mordant est imprimée en héliogravure en feuille de dix timbres de 3 × 4 cm.

## Décembre

### Centenaire de l'expédition ayant atteint le pôle Nord - Robert Edwin Peary
Le 19 décembre, est émis un triptyque de timbres de 0,87 euro chacun sur l'expédition de Robert Peary, considéré comme la première à avoir atteint le pôle Nord, le 6 avril 1909. Les deux timbres latéraux représentent Peary en tenue chaude sur fond de paysages polaires, montagneux à gauche, son navire parmi les glaces à droite. Le timbre central est une carte du parcours de l'expédition, avec, en surimposition, Peary brandissant le drapeau des États-Unis.
Martin Mörck a dessiné et gravé ces timbres imprimés en offset et taille-douce en feuille de quatre triptyques.

### Expéditions des princes de Monaco aux pôles
Le 19 décembre, est émis un triptyque de timbres de 0,85 euro chacun sur les expéditions polaires par les princes Albert Ier pour l'Arctique sur le timbre de gauche et, sur le timbre de droite, Albert II en Arctique en 2005 et 2006, et en Antarctique en 2009. Le timbre central représente le drapeau de Monaco et porte la légende « Année polaire internationale ».
Le triptyque est dessiné par Elena Zaïka et est imprimé en héliogravure en feuille de quatre triptyques.

### 33eFestival international du cirque de Monte-Carlo
Le 19 décembre, est émis un timbre de 0,85 € annonçant le 33e Festival international du cirque de Monte-Carlo, organisé du 15 au 25 janvier 2009. Le timbre reproduit l'affiche du festival, mettant en valeur un clown jouant du violon.
L'œuvre de Jean-Claude Klein est imprimé en héliogravure en feuille de dix timbres de 3 × 4 cm.

### Sources
- La presse philatélique française, dont les pages nouveautés de Timbres magazine.
- Le site officiel de l'Office des émissions de timbres-poste. La notice de l'émission présente les événements timbrifiés.